# Rhabdophyllum arnoldianum
Rhabdophyllum arnoldianum là một loài thực vật có hoa trong họ Ochnaceae. Loài này được (De Wild. & T. Durand) Tiegh. miêu tả khoa học đầu tiên năm 1902.